# Lemonniera cornuta
Lemonniera cornuta är en svampart som beskrevs av Ranzoni 1953. Lemonniera cornuta ingår i släktet Lemonniera, ordningen disksvampar, klassen Leotiomycetes, divisionen sporsäcksvampar och riket svampar.   Inga underarter finns listade i Catalogue of Life.